# ترک‌های آلمان
ترک‌های آلمان (آلمانی: Deutsch-Türken, ترکی استانبولی: Almanya Türkleri) شامل افرادی که از ترکیه به آلمان مهاجرت کرده‌ یا فرزندانشان در آلمان متولد شده‌اند، می‌شوند. ترک‌های آلمانی بزرگترین اقلیت قومی در آلمان را تشکیل می‌دهند. تخمین جمعیتی ترک‌های آلمان بین ۲٫۵–۲٫۷ میلیون، ۲٫۷ میلیون، ۳٫۵ میلیون و بیش از ۴ میلیون ترک شهروند آلمانی یک رگه و دورگه در این کشور زندگی می‌کنند. و ۴٪-۵٪ از کل جمعیت آلمان را تشکیل می‌دهند.

## ریشه
۳۰ اکتبر ۱۹۶۱ توافقنامهٔ فرستادن کارگر میان ترکیه و آلمان غربی امضا شد. پیش از آن چنین پیمانی با اسپانیا، ایتالیا و یونان هم بسته شده بود ولی با نگرش به رشد اقتصادی تندی که آلمان غربی داشت، نیاز این کشور به کارگر بی پایان مینمود. 
صدها هزار ترک پس از واکسیناسیون و تأیید تندرستی در آنکارا و استانبول سوار قطارهای ویژه می‌شدند و به آلمان می‌رفتند. کارگران پس از رسیدن به مونیخ بین شهرک‌های صنعتی آلمان تقسیم می‌شدند.

یکی از بندهای موافقت‌نامهٔ میان آلمان و ترکیه مربوط به حضور دوره‌ای کارگران خارجی در آلمان بود. با نگرش به این بند، کارگران در نخستین دور حضور خود نمی‌توانستند بیش از ۲ سال در آلمان بمانند. ولی این بند در سال ۱۹۶۴ از موافقت‌نامه برداشته شد که بخشی از آن برخاسته از فشار صنایع آلمان بود. آنها نمیخواستند پیوسته هزینهٔ آموزش کارگران تازه را بپردازند.

## ترک‌های سرشناس آلمان

مسعود اوزیل، بازیکن فوتبال

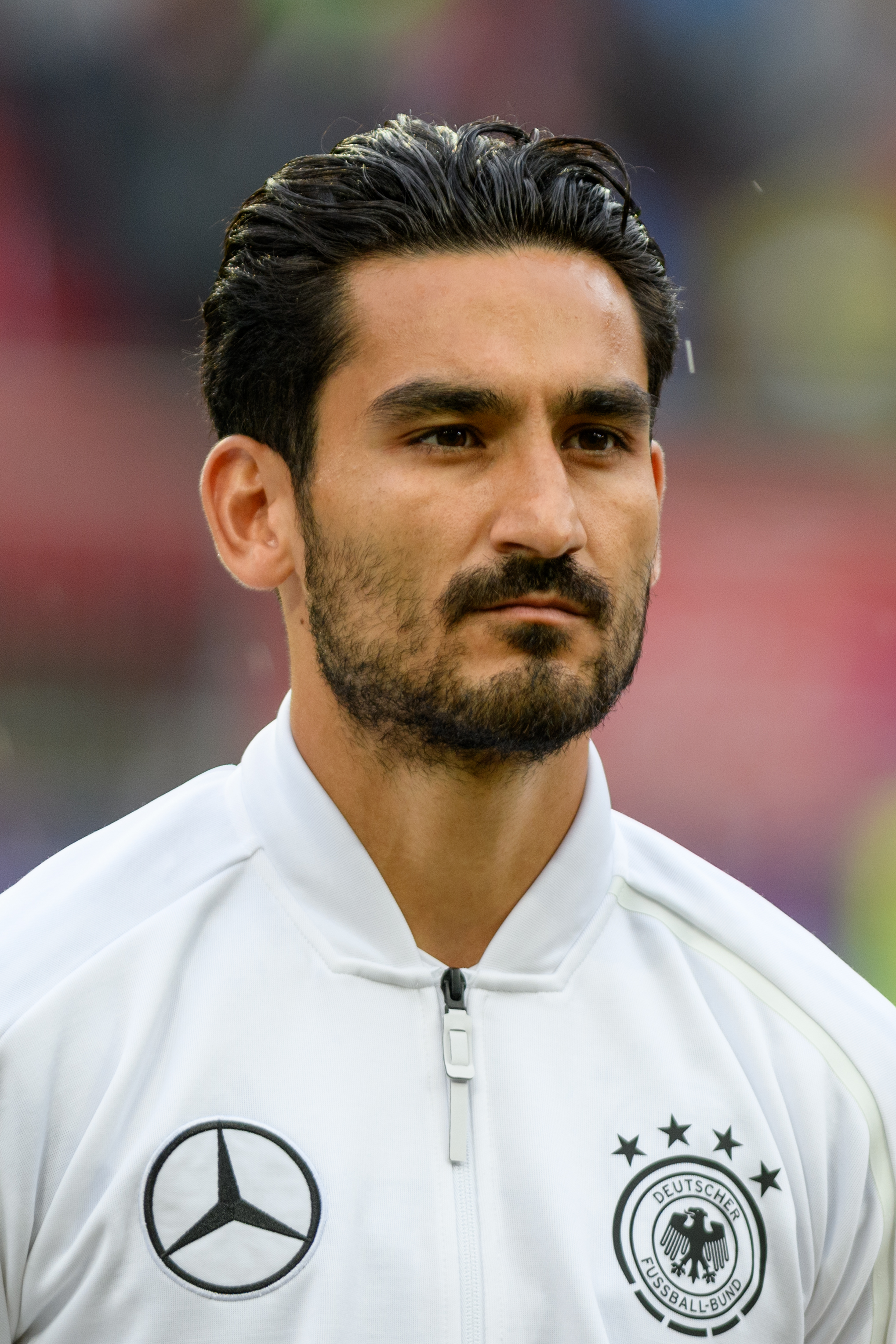
ایلکای گوندوغان، بازیکن فوتبال

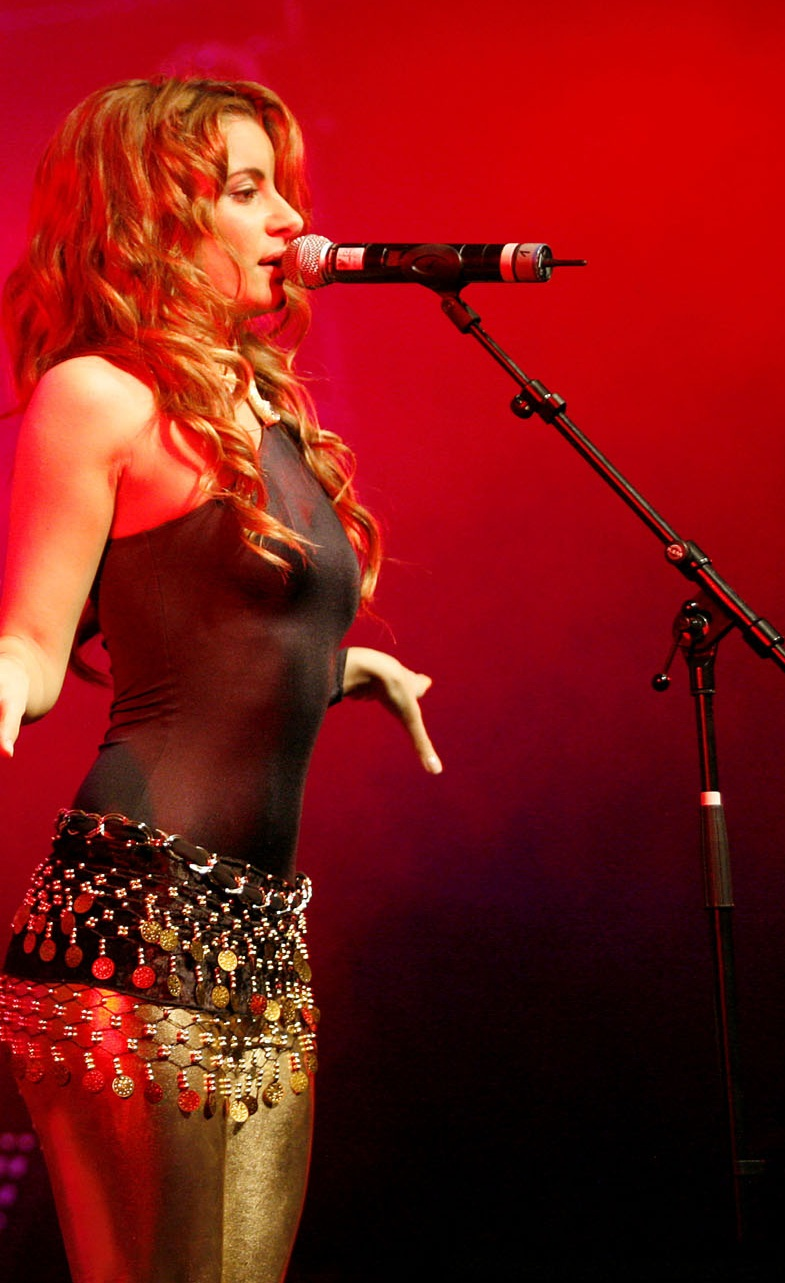
آتیه دنیز، خواننده

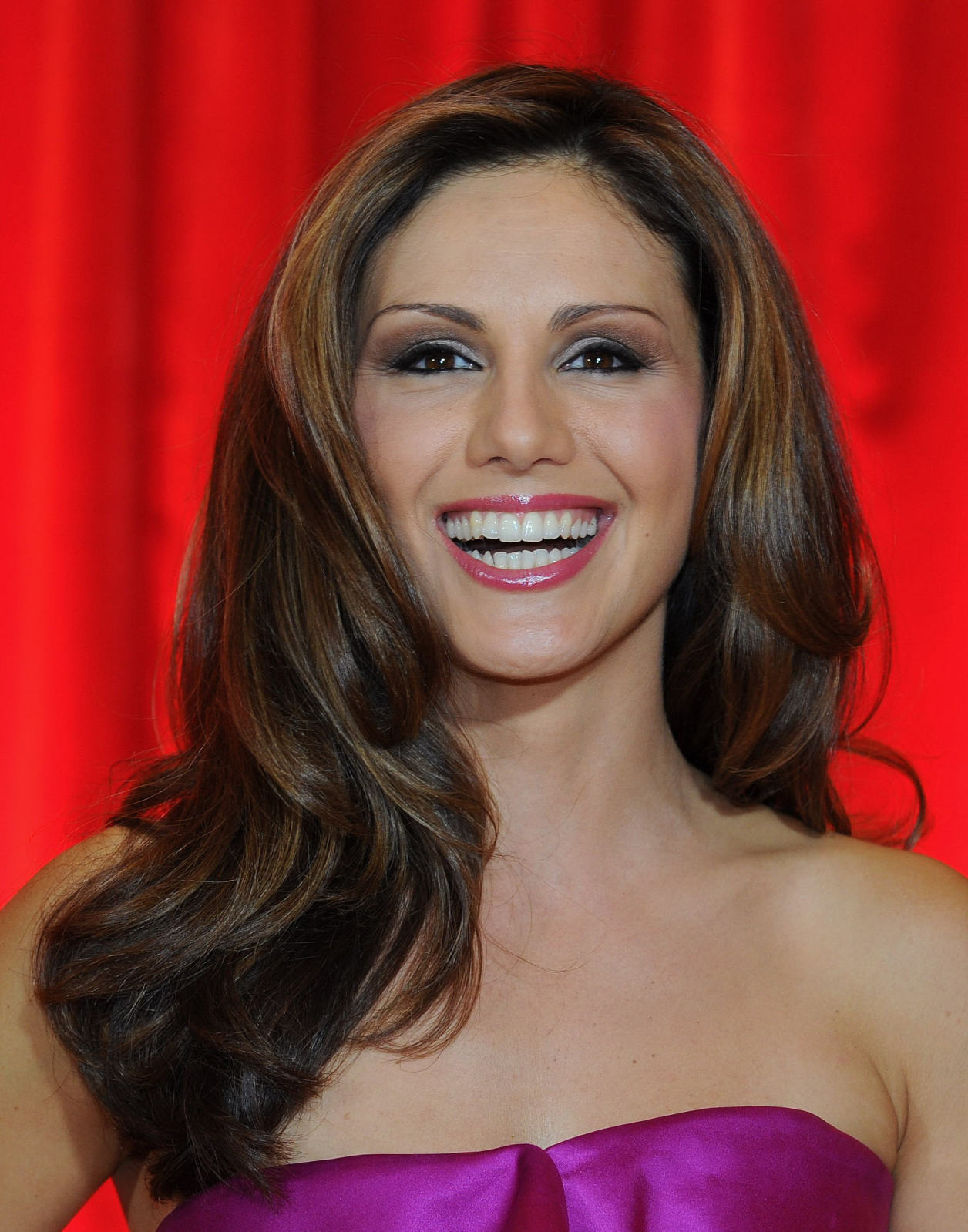
نازن اکس، مجری تلویزیونی

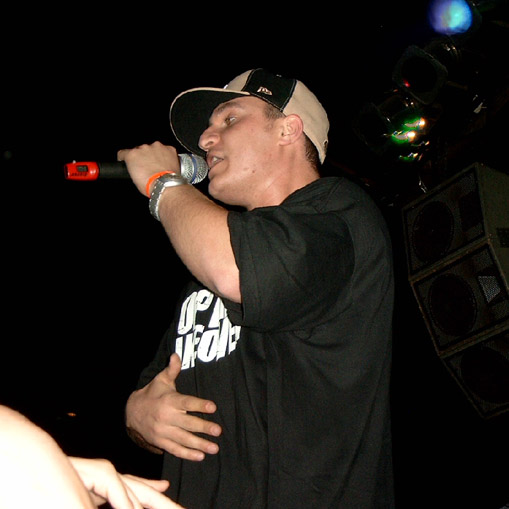
ارجاندیز، رپر

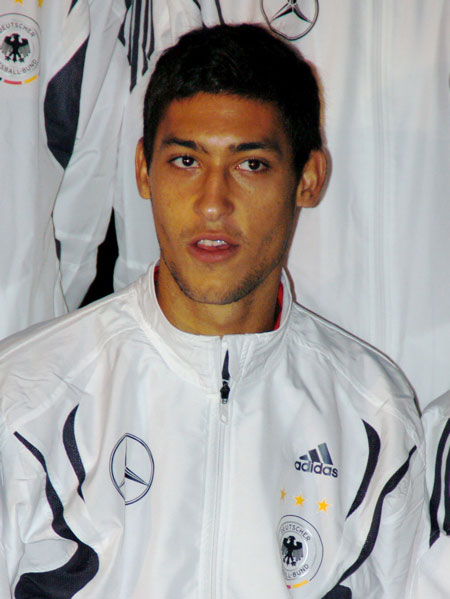
مالک فتحی، بازیکن فوتبال

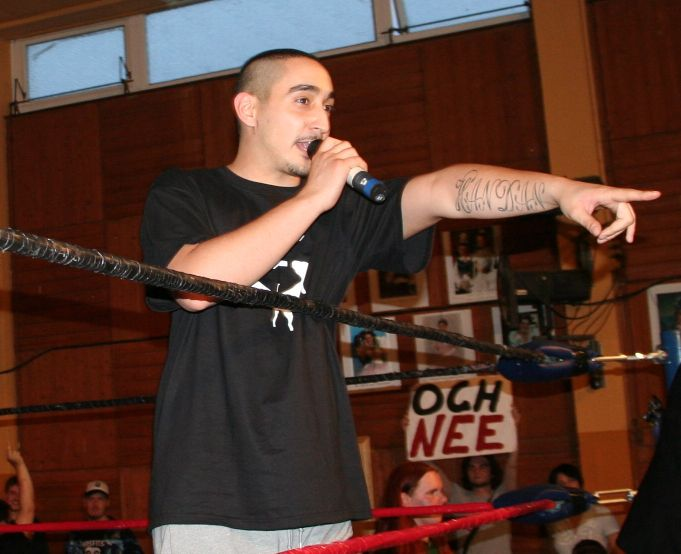
اکو فرش، رپر

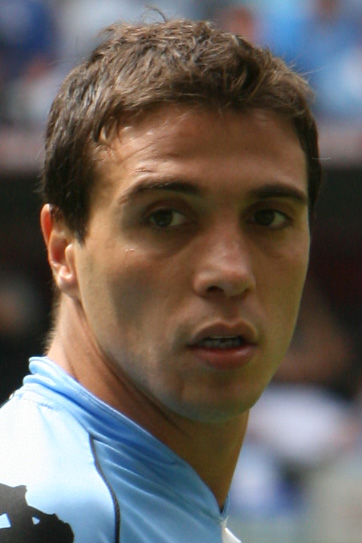
برکانت گوکتان، بازیکن فوتبال

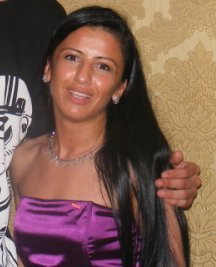
آسیه اُزلم شاهین، بکسور

نوری شاهین، بازیکن فوتبال

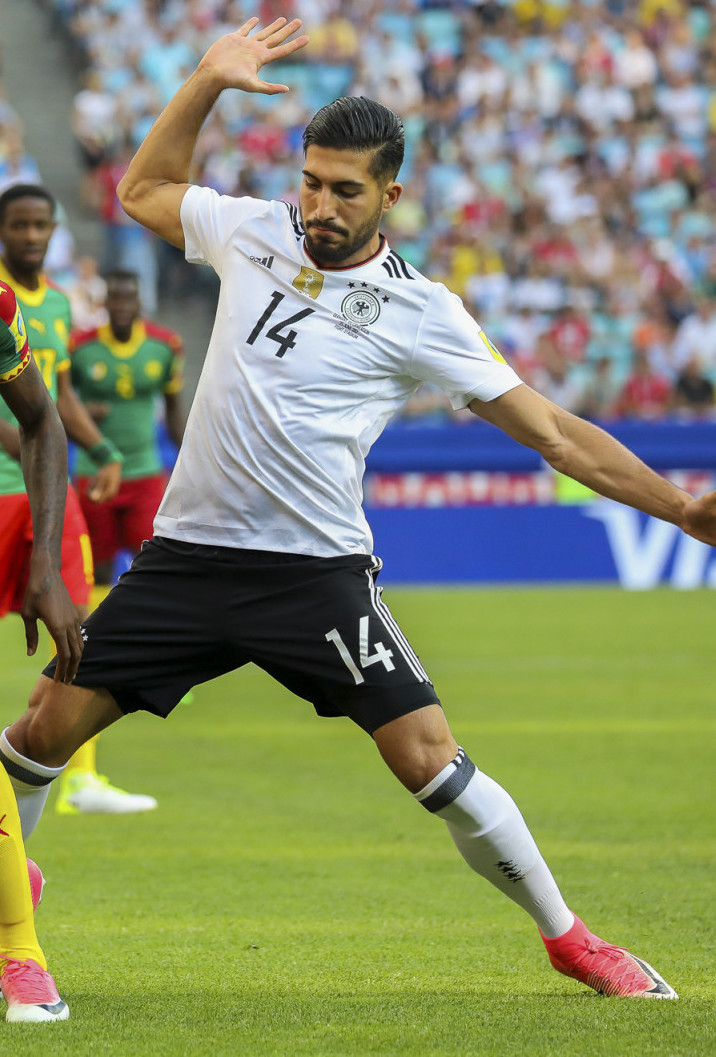
امره جان ، بازیکن فوتبال

- ایلکای گوندوغان، بازیکن فوتبال
- فاتح آکین، کارگردان

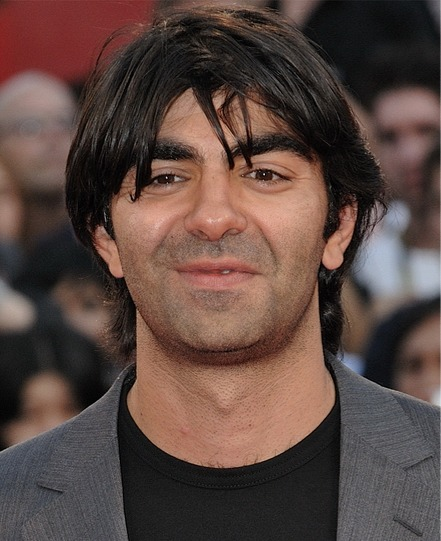
فاتح آکین، کارگردان

- حمید آلتین‌توپ، بازیکن فوتبال

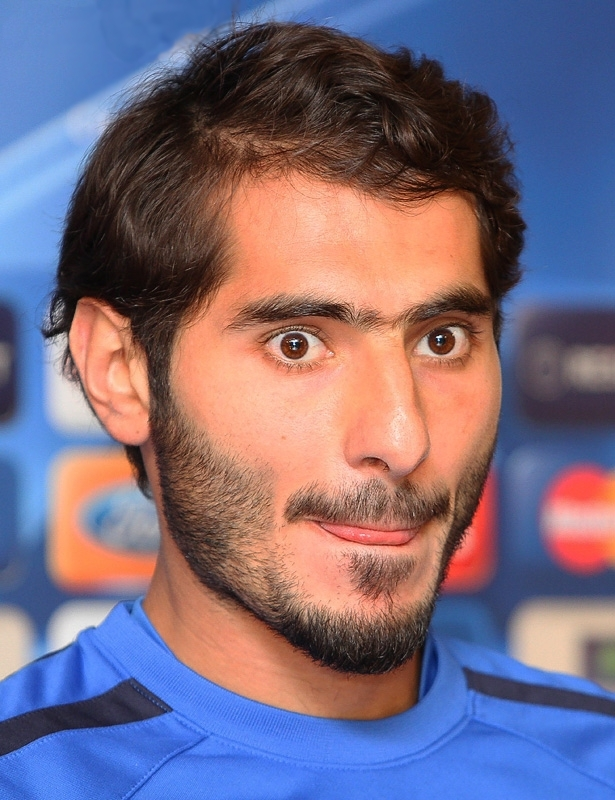
حمید آلتین‌توپ، بازیکن فوتبال

- پرونده:Schalke Hamit Altintop03.jpg|خلیل آلتین‌توپ، بازیکن فوتبال
- تولغای ارسلان، بازیکن فوتبال

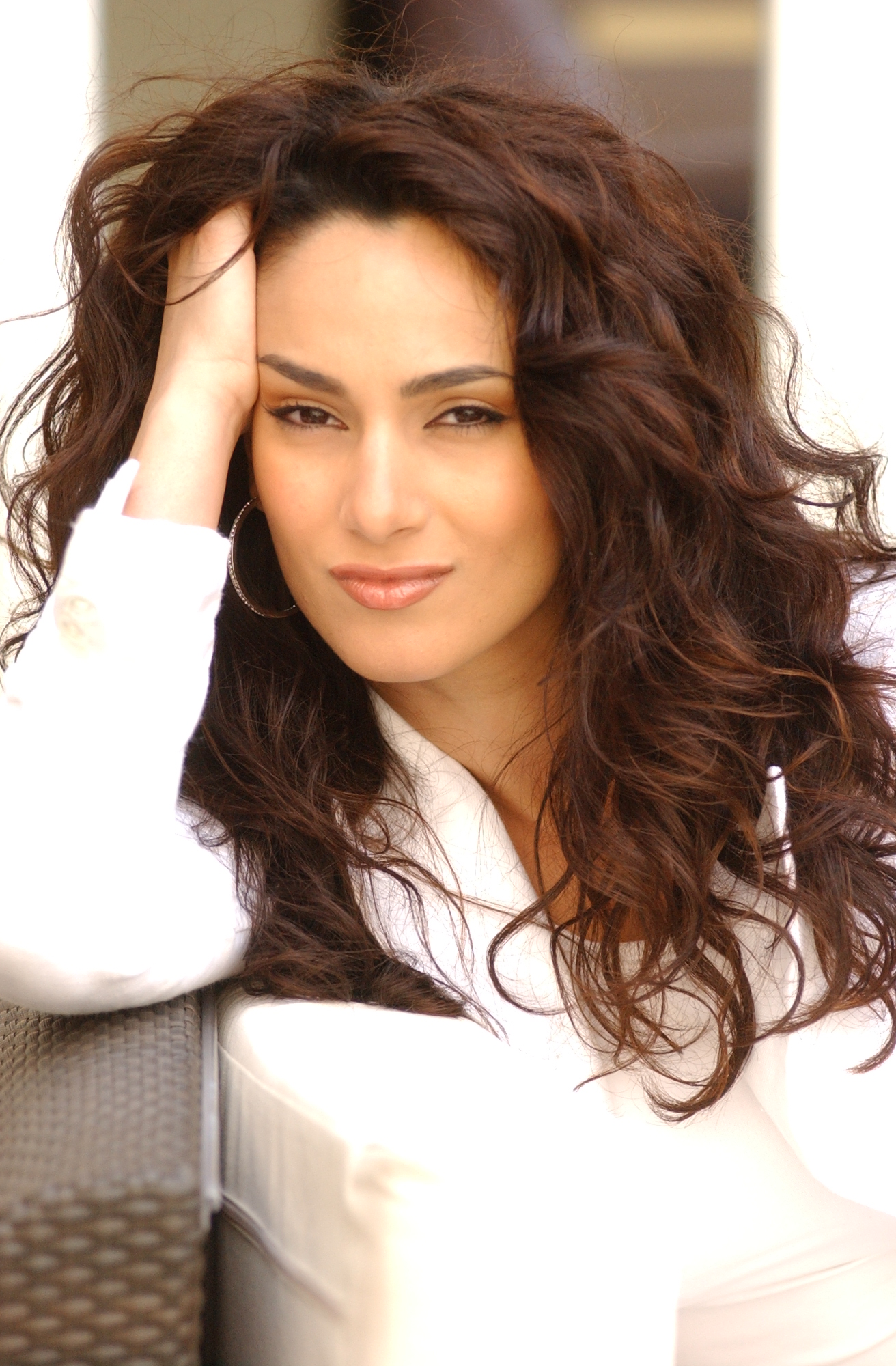
اصلی بایرام، دختر شایسته آلمان در سال ۲۰۰۵

- دژانکو آسول، کمدین

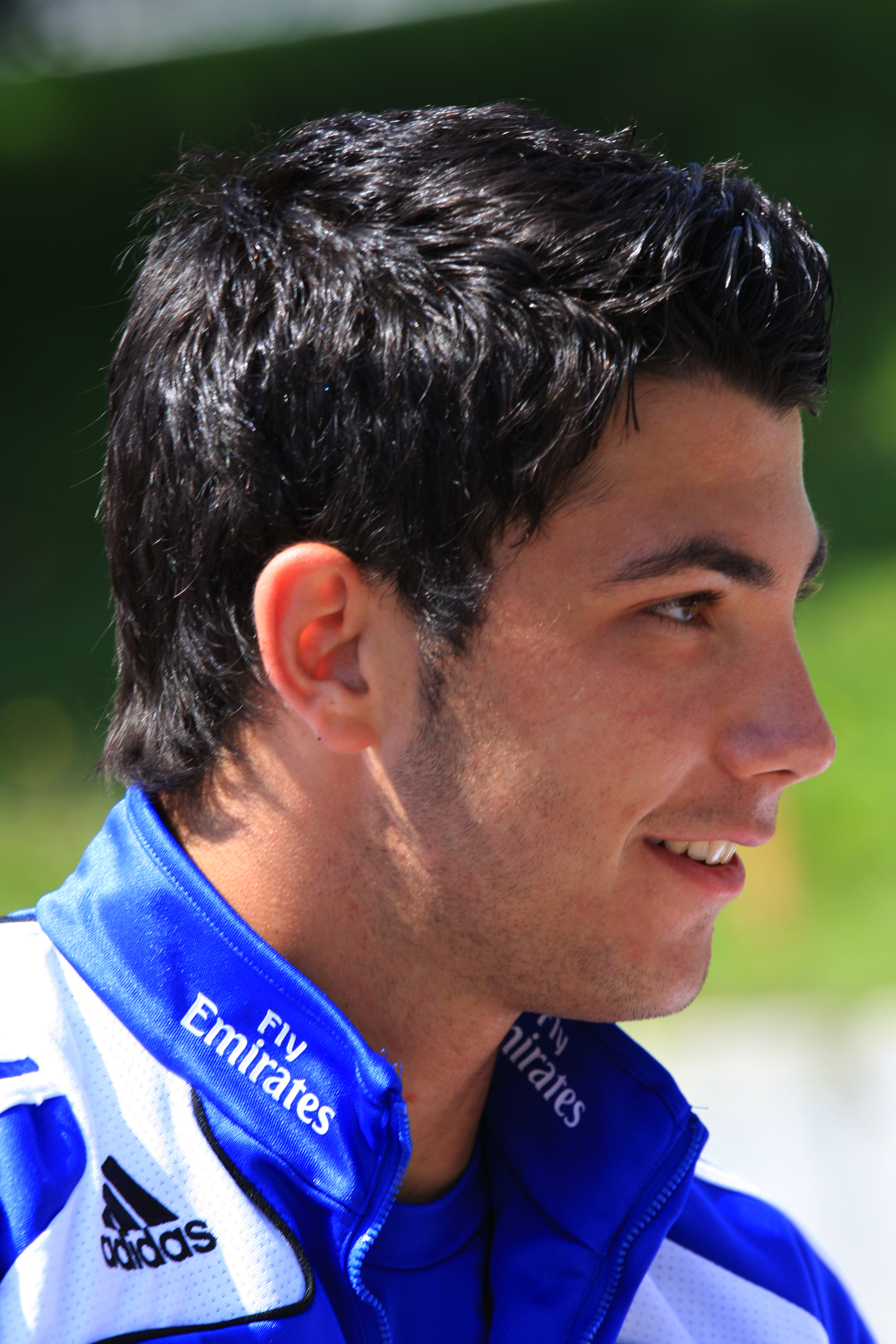
تولغای ارسلان، بازیکن فوتبال

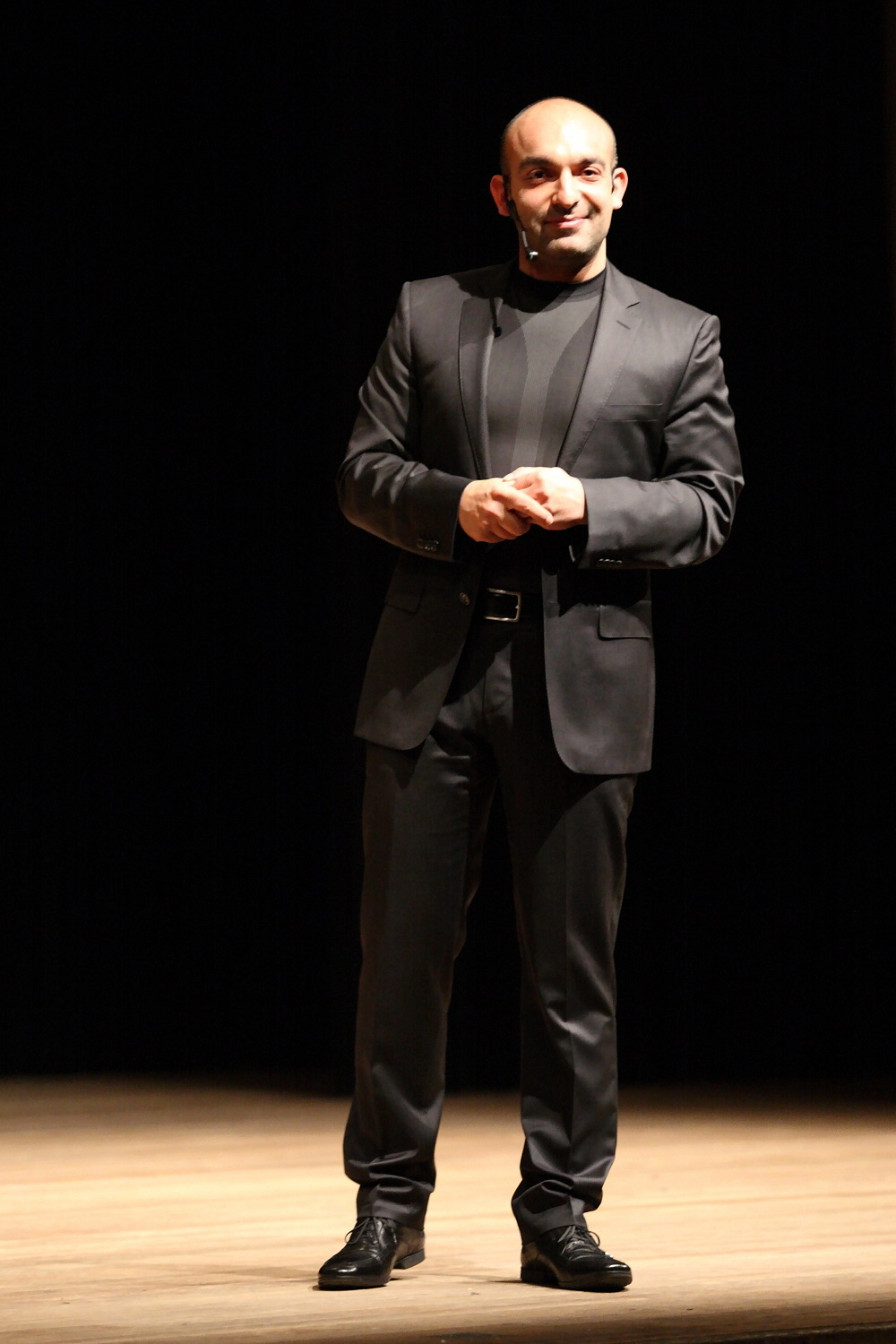
دژانکو آسول، کمدین

- اصلی بایرام، دختر شایسته آلمان در سال ۲۰۰۵

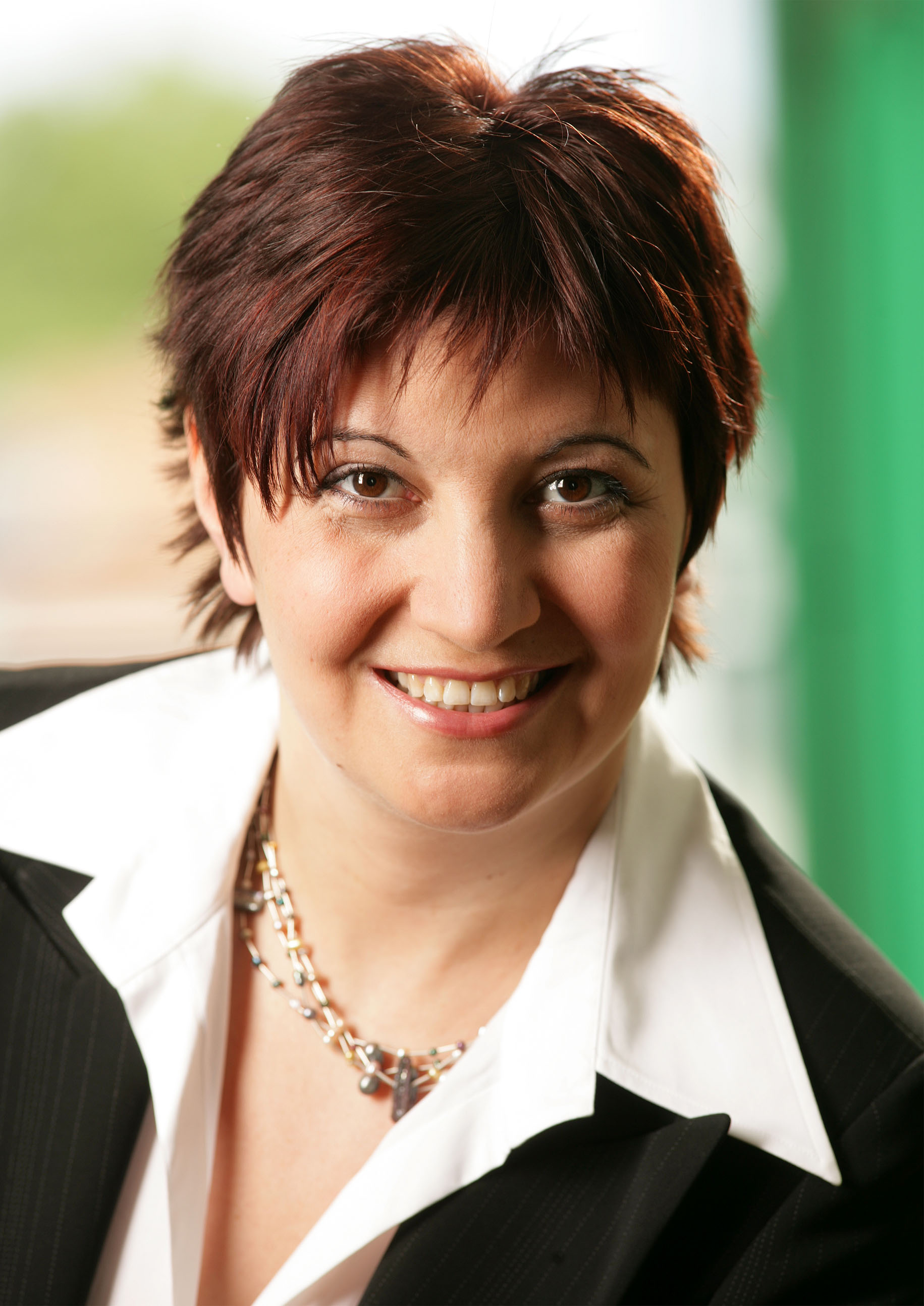
اکین دلیگوز، سیاست‌مدار

- اکین دلیگوز، سیاست‌مدار
- آتیه دنیز، خواننده
- نازن اکس، مجری تلویزیونی
- ارجاندیز، رپر
- مالک فتحی، بازیکن فوتبال
- اکو فرش، رپر
- برکانت گوکتان، بازیکن فوتبال

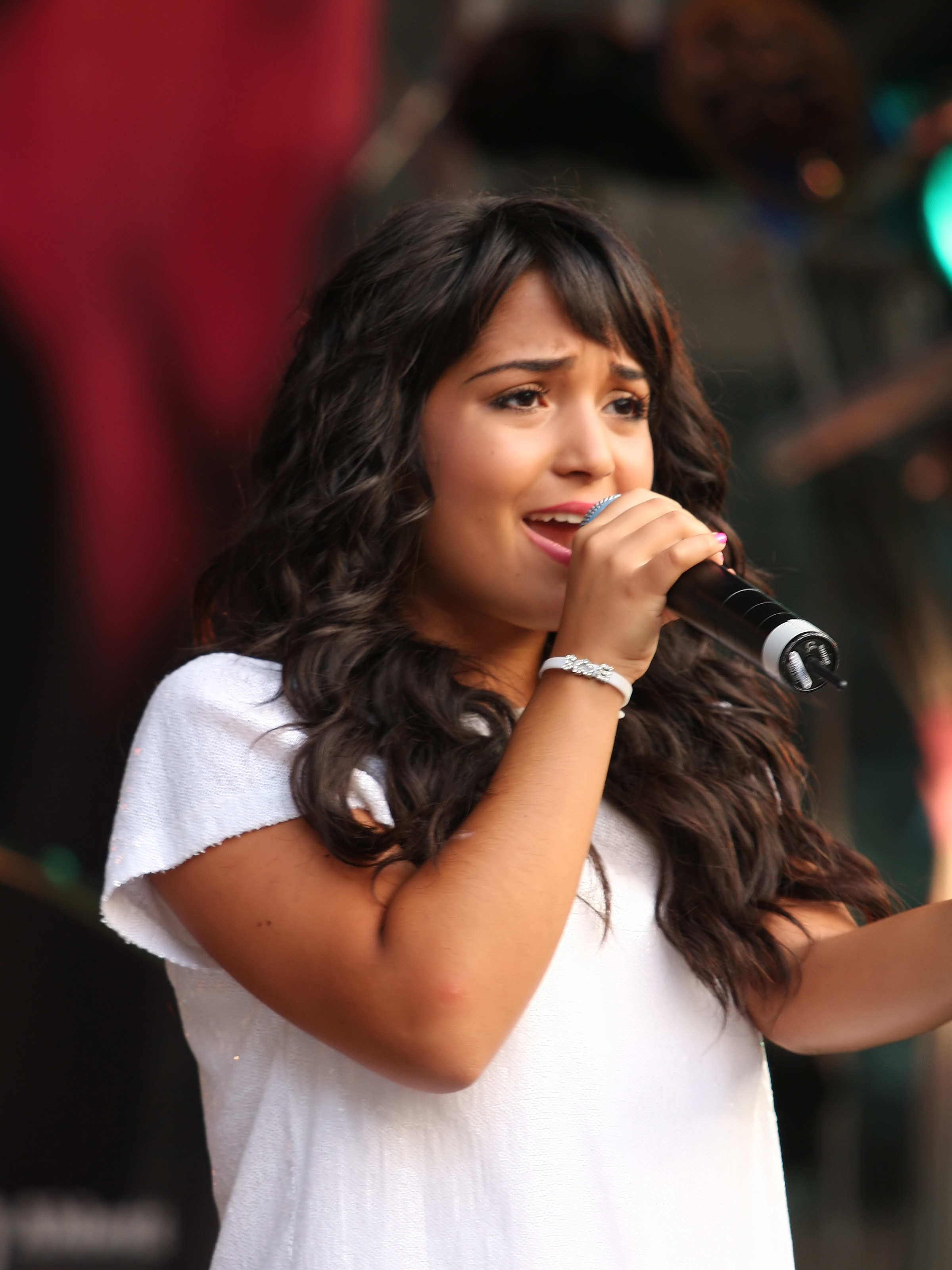
بهار قیزیل، خواننده

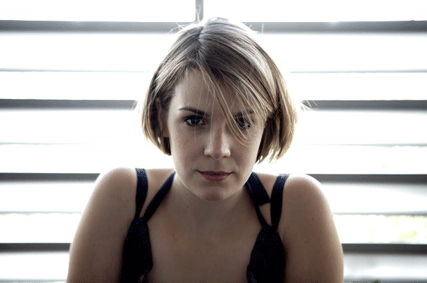
عالیه لنز، خواننده

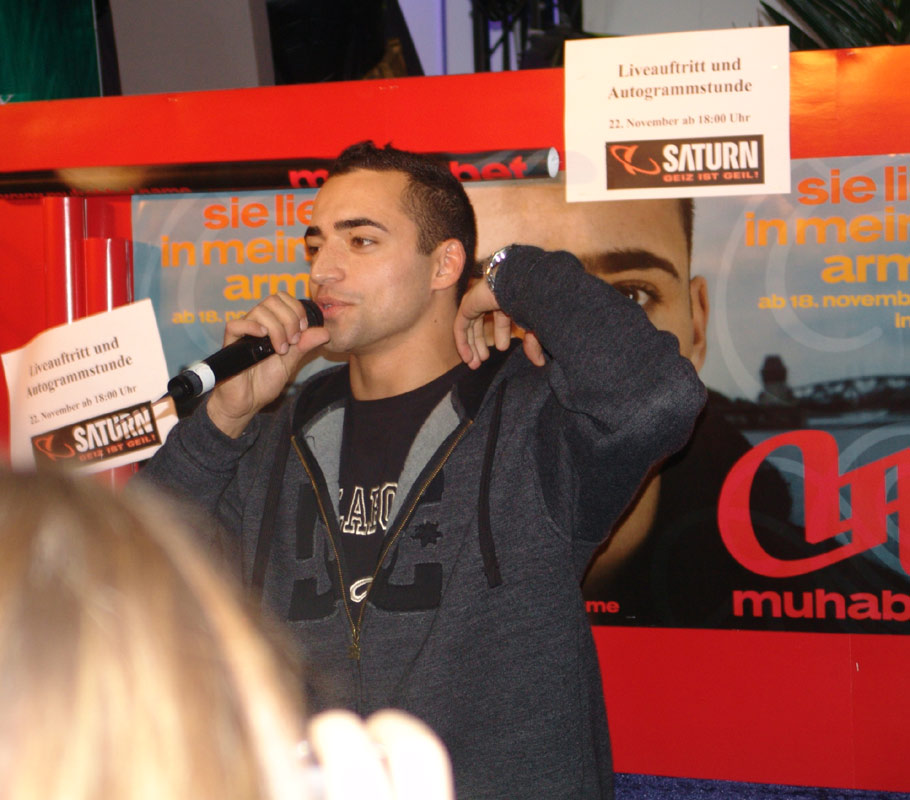
محبت، خواننده

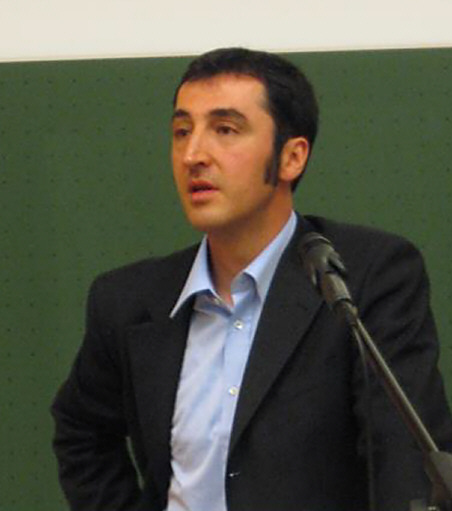
جم اُزدمیر، سیاست‌مدار

- عالیه لنز، خواننده

- جم اُزدمیر، سیاست‌مدار
- آسیه اُزلم شاهین، بکسور
- نوری شاهین، بازیکن فوتبال

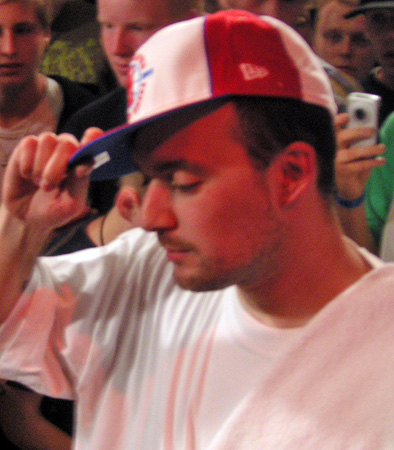
کول ساواس، رپر

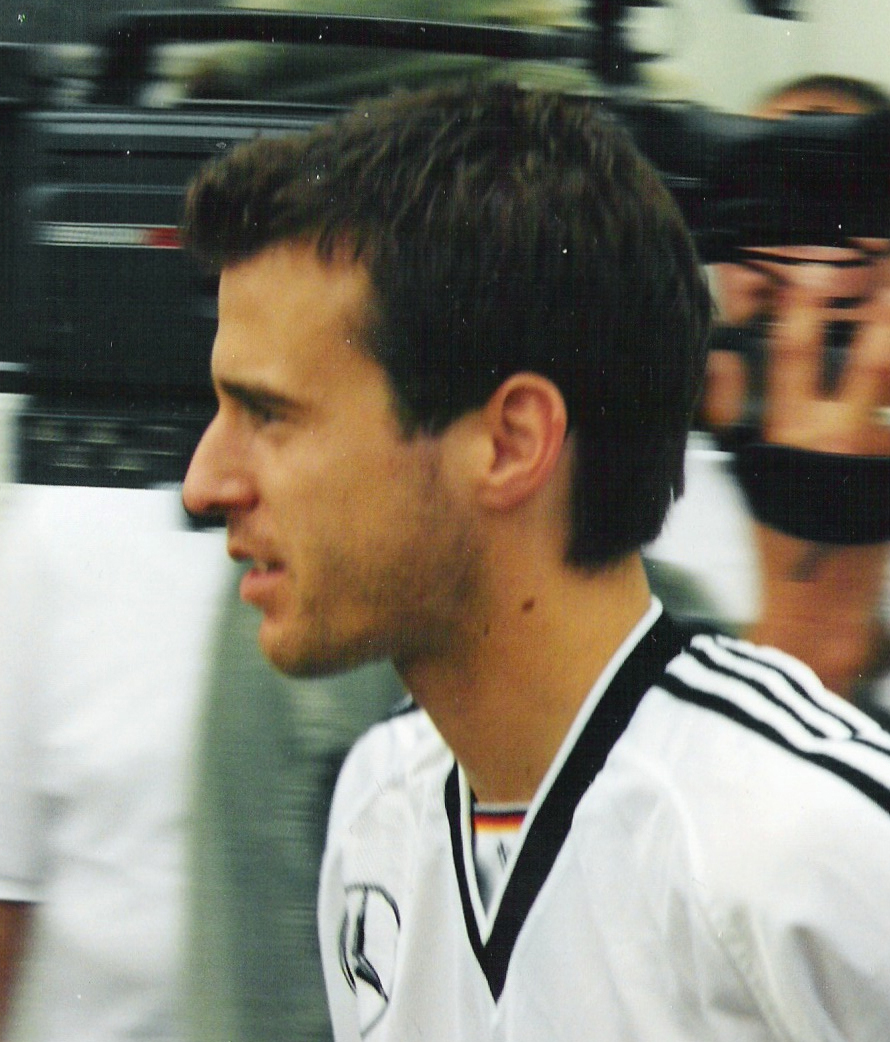
مهمت شول، بازیکن فوتبال

- کول ساواس، رپر
- مهمت شول، بازیکن فوتبال
- تارکان، خواننده

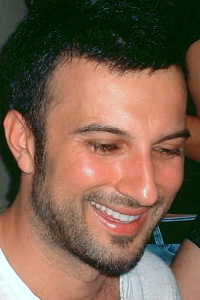
تارکان، خواننده

- سردار تاشچی، بازیکن فوتبال

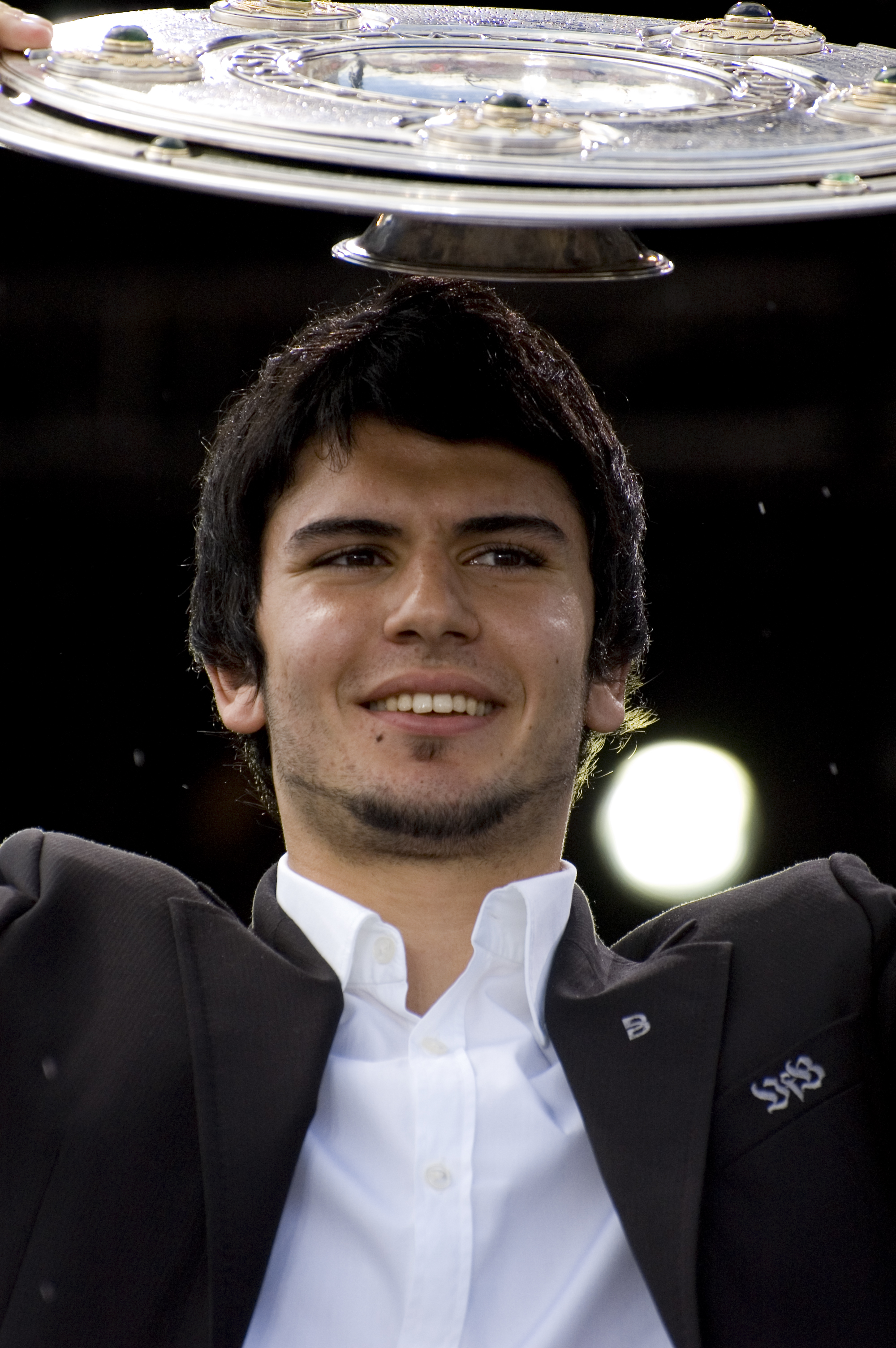
سردار تاشچی، بازیکن فوتبال

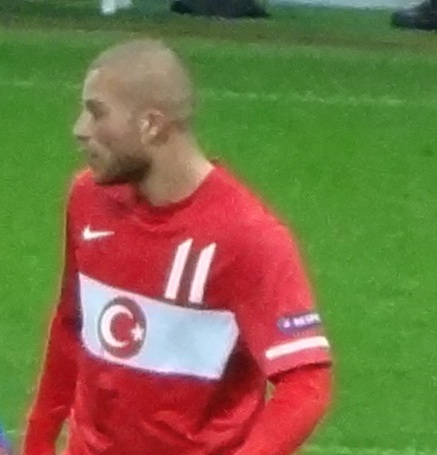
گوکهان توره، بازیکن فوتبال

- گوکهان توره، بازیکن فوتبال

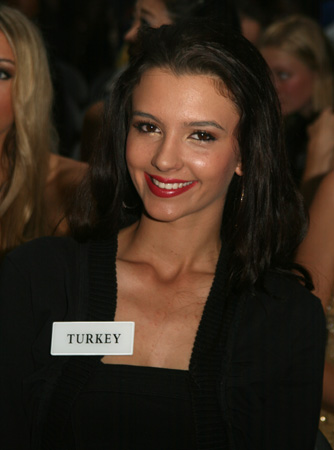
لیلا توغوتلو، دختر شایسته ترکیه در سال ۲۰۰۸

- لیلا توغوتلو، دختر شایسته ترکیه در سال ۲۰۰۸

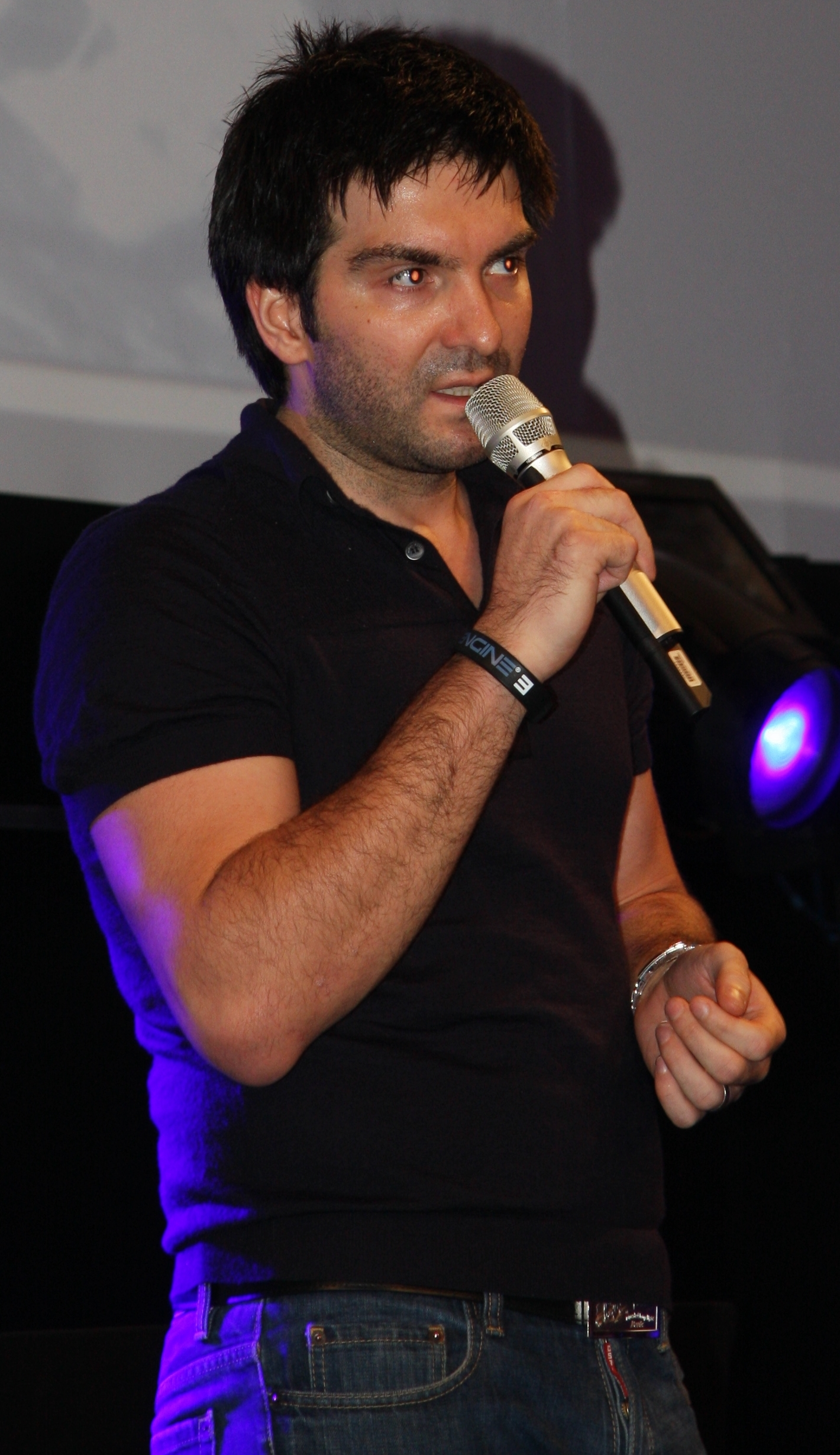
جواد یرلی، رئیس کمپانی كرايتك

- جواد یرلی، رئیس کمپانی كرايتك

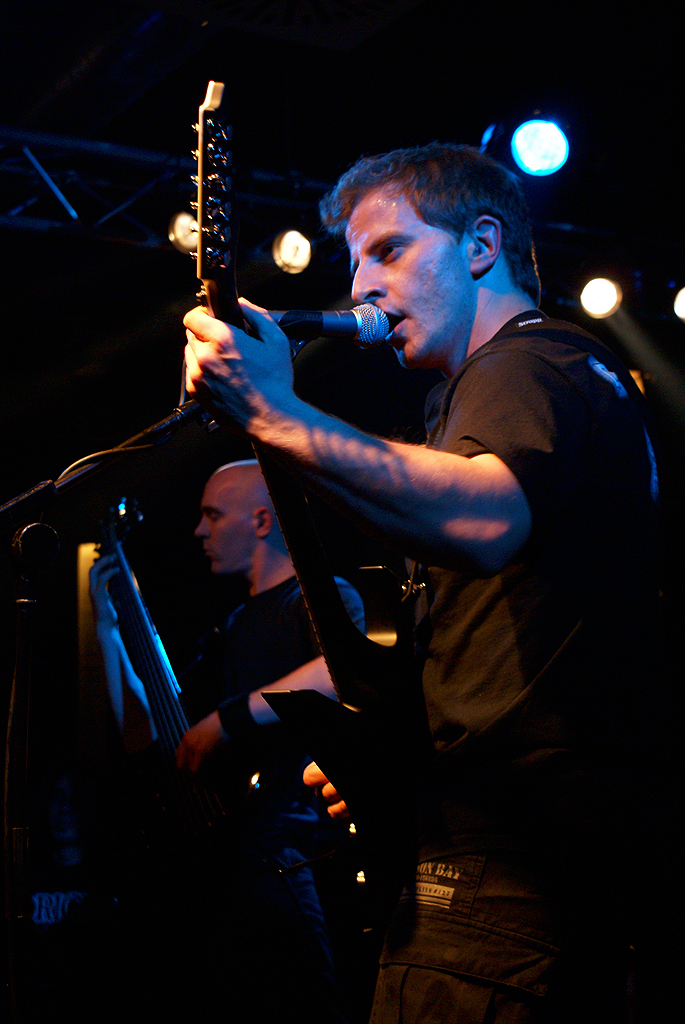
محمد سوئیچمز، گیتارست

- محمد سوئیچمز، گیتارست
- امره جان ، بازیکن فوتبال

</gallery>
- مريم اوزرلي  ، بازيگر